# Amallospora dacrydion
Amallospora dacrydion är en svampart som beskrevs av Penz. 1897. Amallospora dacrydion ingår i släktet Amallospora, divisionen sporsäcksvampar och riket svampar.   Inga underarter finns listade i Catalogue of Life.